# Consell de Ministres d'Espanya (VI Legislatura)

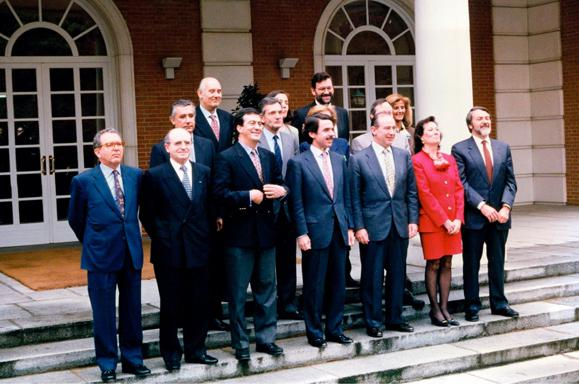
Govern de José María Aznar (1996-1999).

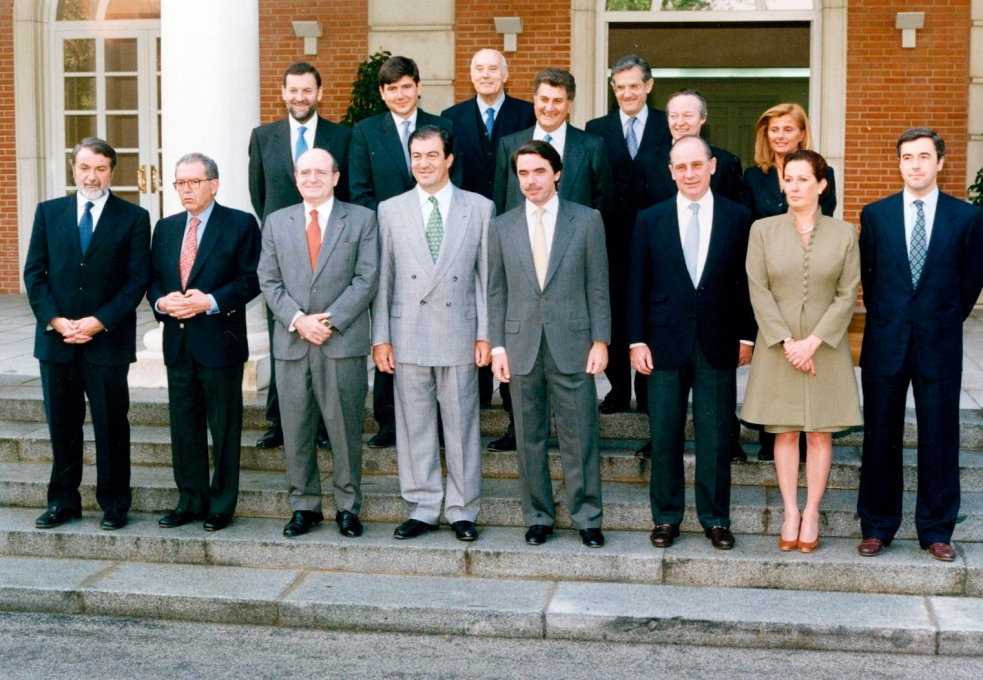
Govern de José María Aznar (1999-2000).

Consell de Ministres d'Espanya des del 6 de maig de 1996 fins al 28 d'abril de 2000.
- President del Govern

José María Aznar López
Ministres
- Vicepresident Primer del Govern i Ministre de la Presidència

Francisco Álvarez-Cascos Fernández
- Vicepresident Segon del Govern i Ministre d'Economia i Hisenda

Rodrigo Rato Figaredo
- Ministre d'Afers Exteriors

Abel Matutes Juan
- Ministra de Justícia

Margarita Mariscal de Gante Mirón
- Ministre de Defensa

Eduardo Serra Rexach
- Ministre de l'Interior

Jaime Mayor Oreja
- Ministre de Foment

Rafael Arias-Salgado Montalvo
- Ministre/a d'Educació i Cultura

Esperanza Aguirre Gil de Biedma fins al 20 de gener de 1999
Mariano Rajoy Brey des del 20 de gener de 1999
- Ministre de Treball i Assumptes Socials

Javier Arenas Bocanegra fins al 20 de gener de 1999
Manuel Pimentel Siles des del 20 de gener de 1999 fins al 21 de febrer de 2000
Juan Carlos Aparicio Pérez des del 21 de febrer de 2000
- Ministra/e d'Agricultura, Pesca i Alimentació

Loyola de Palacio Vallelersundi fins al 30 d'abril de 1999
Jesús Posada Moreno des del 30 d'abril de 1999
- Ministre d'Administracions Públiques

Mariano Rajoy Brey fins al 20 de gener de 1999
Ángel Acebes Paniagua des del 20 de gener de 1999
- Ministre de Sanitat i Consum

José Manuel Romay Beccaría
- Ministra de Medi Ambient

Isabel Tocino Biscarolasaga
- Ministre d'Indústria i Energia

Josep Piqué i Camps

## Canvis
El gabinet va sofrir una lleugera remodelació el 20 de gener de 1999, quan Mariano Rajoy va canviar la cartera d'Administracions Públiques per la d'Educació, i Javier Arenas va abandonar el Ministeri de Treball per a centrar-se en el lideratge del PP d'Andalusia. Aquest últim ministeri es va veure també afectat per la dimissió del substitut d'Arenas, Manuel Pimentel que va presentar la seva dimissió el 19 de febrer, per discrepàncies amb la política governamental.
El 30 d'abril de 1999 Loyola de Palacio va ser escollida comissària de Transports i Energia de la nova Comissió Europea, el que va obligar a José María Aznar a rellevar-la al capdavant del Ministeri d'Agricultura.